# Café gourmand

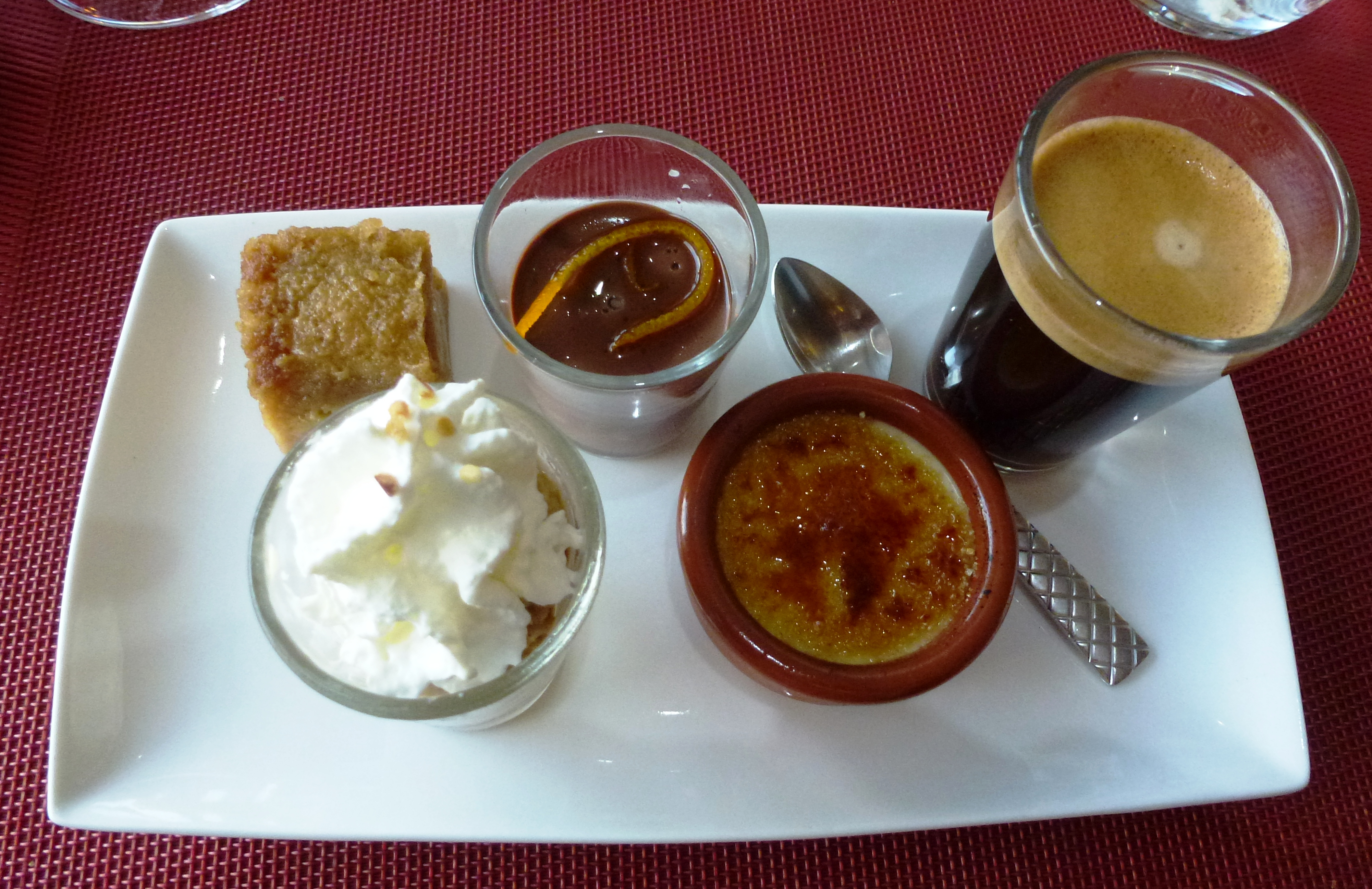
Café gourmand: espresso en verscheidene zoetigheden

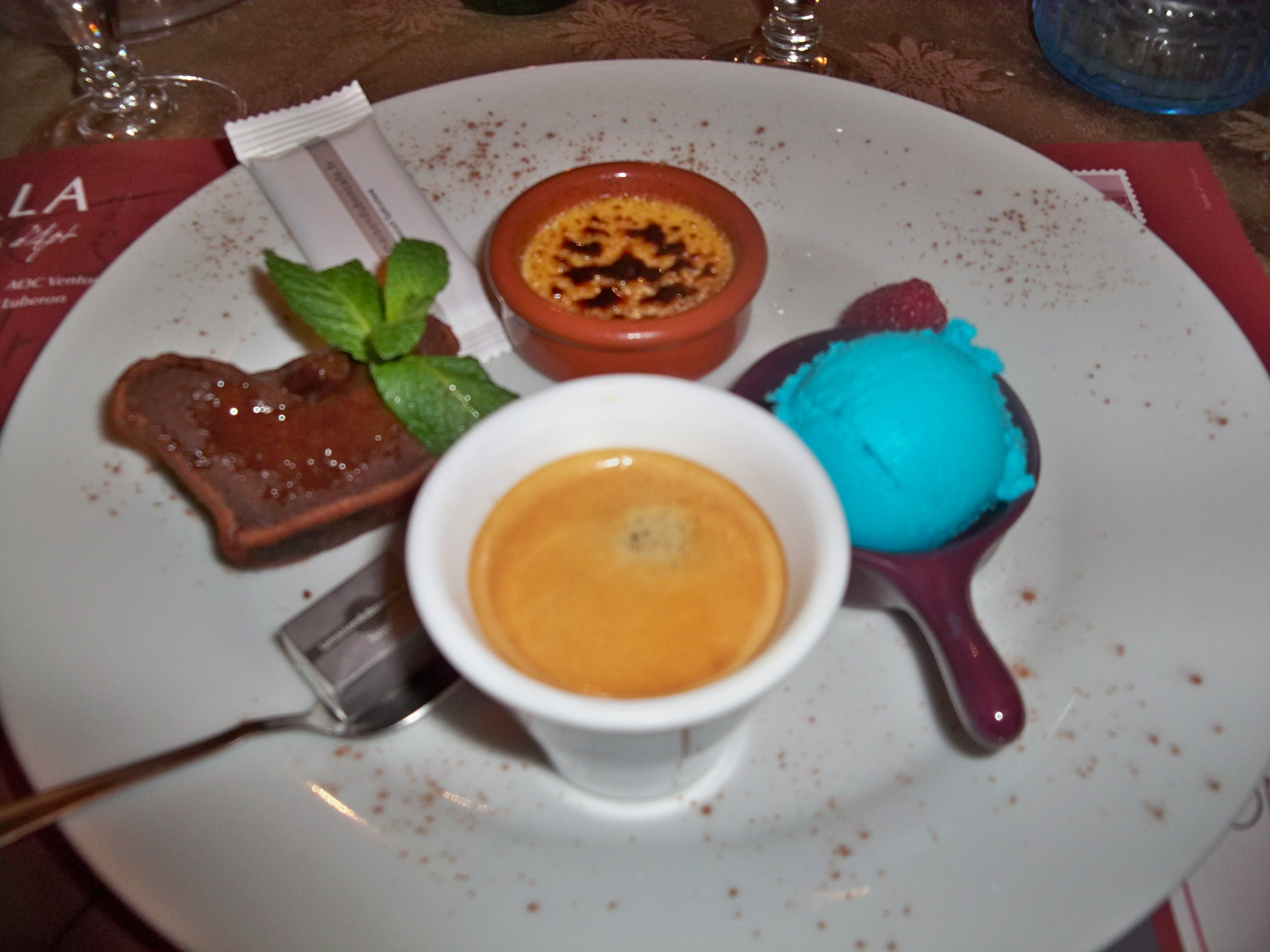
Café gourmand

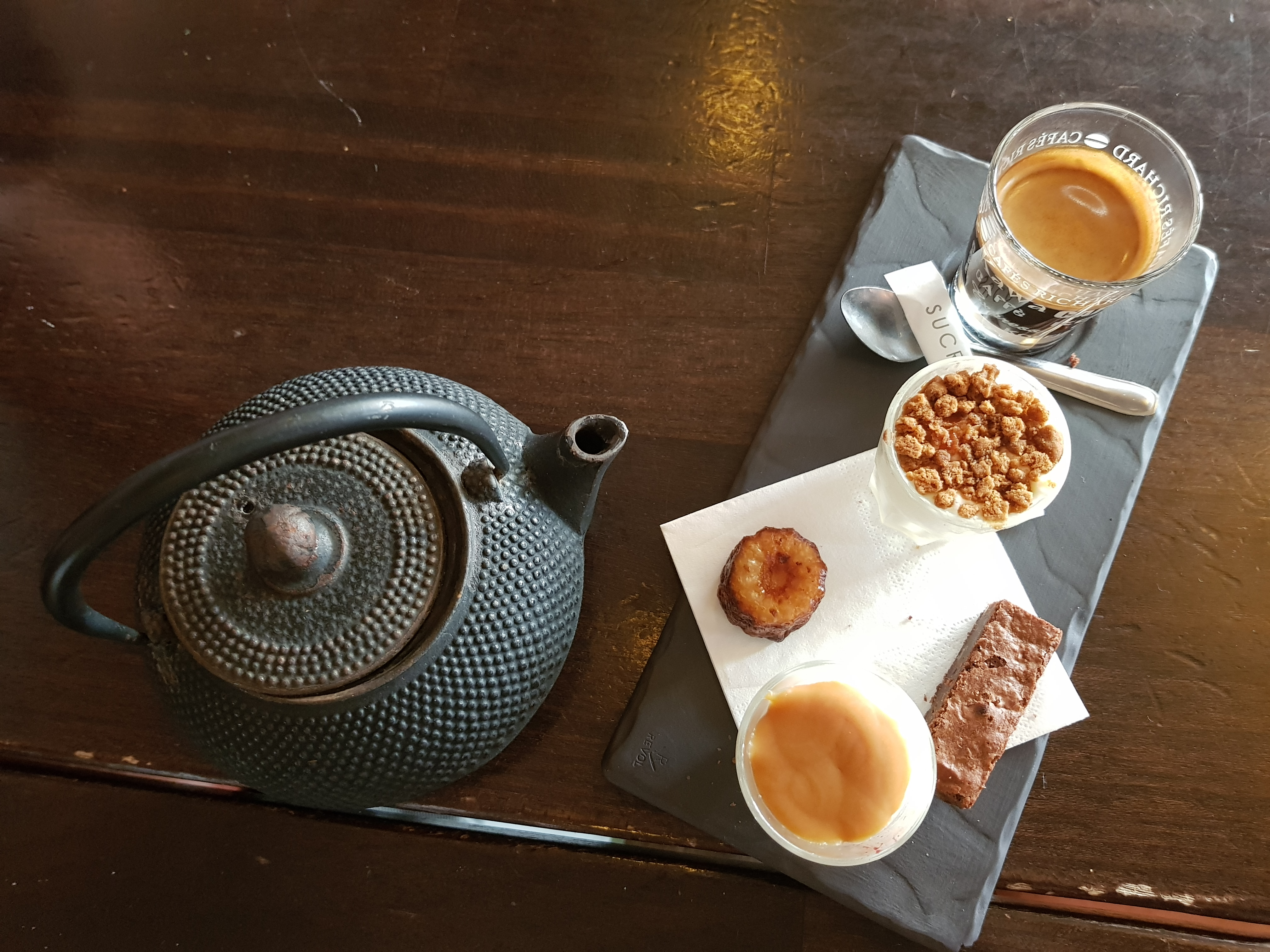
Een variant: thé gourmand

Een café gourmand (Frans voor ´koffie smulpaap´) bestaat uit een espresso en een selectie van petitfours die gelijktijdig opgediend worden.

## Ontstaan
De eerste cafés gourmands verschenen in restaurants in Parijs omstreeks 2005. Er zijn overeenkomsten aan te wijzen tussen cafés gourmands en de Engelse traditie van afternoon tea, hoewel de laatste wordt geserveerd tijdens een ander soort gelegenheid.
De opkomst van café gourmand past in een bredere tendens in Frankrijk waarin de middagmaaltijd korter duurt dan vroeger. In de 20e eeuw was het in Frankrijk gebruikelijk een middagmaal te nuttigen met achtereenvolgens een voorgerecht, hoofdgerecht, een kaasplank, een nagerecht, een kop koffie en ten slotte een digestief. Gaandeweg verdwenen het voorgerecht en het digestief uit deze gangen en werd de kaasplank eveneens zeldzamer. De café gourmand belichaamt een volgende stap in deze tendens, omdat het nagerecht en de koffie gelijktijdig worden besteld. Er wordt tijd bespaard doordat men eenmaal minder beroep hoeft te doen op de kelner.
Behalve tijdwinst heeft de café gourmand de volgende voordelen:
- Het biedt de mogelijkheid om verschillende nagerechten te eten met slechts een beperkte calorie-inname, aangezien deze nagerechten uit kleine porties bestaan
- De eter kan de bitterheid van de koffie afwisselen met de zoetheid van de petitfours
- Café gourmand schept een gevoel van verrassing doordat de namen van de mini-desserts niet worden aangeduid op de menukaart. De klant weet dus vooraf niet uit welke petitfours de café gourmand is samengesteld

## Samenstelling
Hoewel er geen harde eisen zijn voor de samenstelling van een café gourmand, zijn chocolademousse, appeltaart, ijs en crème brûlée nagerechten die vaak opgediend worden. 